# ليزا كريستين
ليزا كريستين (بالإنجليزية: Lisa Kristine)‏ هي مصورة أمريكية، ولدت في 2 سبتمبر 1965 في سان فرانسيسكو في الولايات المتحدة.